# The Third Twin

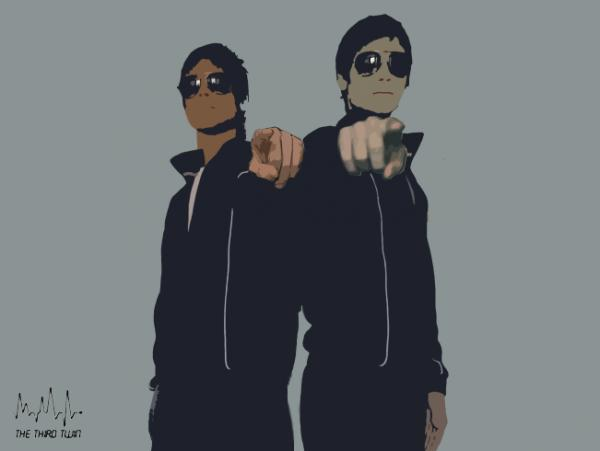
The Third Twin

The Third Twin (рус. — «Третий Близнец») — французский музыкальный дуэт, состоящий из двух парижских музыкантов Ивана (Yvan) и Виржи (Virgille) де Оме-Кристо, которые являются племянниками Ги Мануэля де Оме-Кристо, одного из членов музыкального дуэта Daft Punk. Они говорят о себе как о философско-музыкальном проекте, нацеленном на помощь человечеству в создании единого мирового общества. Проект состоит из двух направлений: первое нацелено на философский аспект жизни и поиск разумной жизни и новых форм энергии; второе проявляется в искусстве и использует музыку для объединения людей и подталкивает к позитивным изменениям.

## Музыка

### Дуэт The Third Twin
Дуо было на подмостках французской хаус-сцены с 2010 года, там же где оно и базируется. За пределами Парижа были неизвестны до того, как ошибочно были приняты за сайд-проект Daft Punk. Предполагалось, что Daft Punk написали песни для саундтрека к фильму Трон: Наследие, которые были отвергнуты Диснеем и таким образом они тайно выпускали песни под вымышленным именем, дабы избежать судебных тяжб. Позднее это опровергли как Daft Punk, так и Дисней, тем не менее, суматоха вокруг видео выложенных на YouTube, послужила отличным методом для представления The Third Twin всему миру.

### Личности
И хотя дуо The Third Twin постоянно заявляют, что личности неважны и даже могут навредить движению The Third Twin, было «подтверждено» что они Yvan и Virgile de Homem-Christo, племянники известного музыканта Guy-Manuel de Homem-Christo.

## Философия

### Мировое Общество
Посыл The Third Twin состоит в том, что все люди должны работать вместе для спасения планеты и жизни на Земле, переосмыслить как мы используем технологии и направить их на устранение социальных и политических проблем. The Third Twin ответили что этого можно достичь, создав единый мировой язык и «Общество The Third Twin».

### Контакт с Внеземным Разумом
The Third Twin очень заинтересованы в попытках контактировать с жизнью на других планетах. Дуэт упоминает об Обсерватории Аресибо и Посланием от Аресибо в своей музыке и живых выступлениях. Так же они стилизовали имидж группы под инопланетный, якобы они являются пришельцами и здесь для оценки развития и готовности человечества к следующей ступени эволюции.

### Дискография
Дуэт The Third Twin верит в то, что вся музыка должна быть бесплатна и доступна всем и каждому. В данный момент они работают над выпуском студийного альбома под лейблом Crydamoure, вся их композиции доступны бесплатно на Last.fm.
| Альбом   | Год выпуска | Количество треков |
| -------- | ----------- | ----------------- |
| Homemade | 2010        | 11                |
| Direkttt | 2010/2011   | 5                 |
| Live     | 2011        | 3                 |

## Движение
Проект The Third Twin
The Third Twin воодушевляет фанатов своей музыки на активное участие в глобальном объединении человечества. Проект базируется на Youtube и начался 24 февраля 2011 года.